# Кирхцел
Кирхцел (њем. Kirchzell) град је у њемачкој савезној држави Баварска. Једно је од 32 општинска средишта округа Милтенберг. Према процјени из 2010. у граду је живјело 2.332 становника. Посједује регионалну шифру (AGS) 9676131.

## Географски и демографски подаци
Кирхцел се налази у савезној држави Баварска у округу Милтенберг. Град се налази на надморској висини од 192 метра. Површина општине износи 63,9 km². У самом граду је, према процјени из 2010. године, живјело 2.332 становника. Просјечна густина становништва износи 37 становника/km².